# سفون حقلي
سفون حقلي (الاسم العلمي:Andropogon campestris) هو نوع من النباتات يتبع جنس السفون من الفصيلة النجيلية.